# Mario Enrique Quirós Quirós
Mario Enrique Quirós Quirós (n. Cartago, 19 de enero de 1967) es un obispo costarricense católico que desde el 13 de mayo de 2017 se desempeña como II obispo de la diócesis de Cartago.

## Biografía
Es hijo de Noé Quirós Solano y Emma Luisa Quirós Coto. Su parroquia de origen: Nuestra Señora de la Limpia Concepción del Rescate de Ujarrás, Paraíso de Cartago.
Realizó los estudios de Primaria en la Escuela Eugenio Corrales Bianchini; la Secundaria en Liceo de Paraíso; hizo el Curso de Humanidades en la Universidad de Costa Rica. 

Ingresó al Seminario Nacional Nuestra Señora de los Ángeles en Costa Rica, al Curso Introductorio en 1988, realizando posteriormente los estudios filosóficos y teológicos. El 8 de diciembre de 1994 fue ordenado presbítero por la arquidiócesis de San José. 

Se ha desempeñado como vicario parroquial en la Parroquia San Isidro de Barbacoas en Puriscal (1995), vicario parroquial Nuestra Señora de El Carmen en Cartago (1996-1998). Fue formador y director espiritual en el Curso Introductorio (1998-1999).
Obtuvo su Licenciatura en Formación Sacerdotal por la Universidad Pontificia Bolivariana en Medellín, Colombia a través del I.T.E.P.A.L. - C.E.L.A.M (2000-2001), Formador y Director Espiritual en Curso Introductorio (2001- 2006), Formador, Director Espiritual y profesor de Teología Dogmática en el Seminario Nacional Nuestra Señora de Los Ángeles (2007-2013), Doctorando en Teología Dogmática por la Universidad Pontificia de Salamanca, España desde 2013 y residiendo en la Parroquia Sancti Spiritus en Salamanca.